# 'n Beetje verliefd (Yes-R)
'n Beetje verliefd is een single van de Nederlandse rapper Yes-R uit 2006. Het stond in 2007 als veertiende track op het album Zakenman.

## Achtergrond
'n Beetje verliefd is geschreven door Yesser Roshdy en William Laseroms en geproduceerd door FBIBeats. Het is een nederhoplied dat gaat over verliefdheid. Het was de titelsong voor de gelijknamige film. In deze film had de rapper ook een rol als de jonge jongen Omar. Het is de eerste single van Yes-R als soloartiest dat een hit werd. Eerdere hitsingles waren samenwerkingen met andere artiesten. De B-kant van de single is een remix van het nummer.

## Hitnoteringen
Het lied had enkele successen in de Nederlandse hitlijsten. In de Top 40 piekte het op de zeventiende plaats. Het stond tien weken in deze hitlijst. In de dertien weken dat het in de Single Top 100 te vinden was, was de 23e plek de piekpositie. 